# Palais Cimarra
Le palais Cimarra est un palais baroque situé au 197 de la Via Panisperna, dans le rione Monti de Rome , juste en face de l'église l'église San Lorenzo in Panisperna.

## Histoire
Le palais a été construit en 1736, apparemment par Ferdinando Fuga, une attribution sans beaucoup de preuves; on sait juste qu'il travaillait à l'époque dans l'église voisine Gesù Bambino all'Esquilino. À la fin du XVIIIe siècle, il passa entre les mains du comte de Souza Holstein, ambassadeur du royaume du Portugal à Rome, et devint rapidement célèbre pour ses somptueuses fêtes et banquets.  Au XIXe siècle, le bâtiment a été acquis par la famille Cimarra, mais entre 1860 et 1870, s'y trouvaient des zouaves pontificaux, une compagnie d'infanterie formée principalement par des soldats de France, de Belgique et des Pays-Bas. Après l'unification de l'Italie, il a été acquis par le royaume d'Italie, qui l'a adapté pour devenir un quartier de la légion d'Antibo.  Restructuré en 1958, il devint le siège d'un commandement de police. 
Le bâtiment a un plan irrégulier, il présente une belle série de fenêtres et un beau portail rustique .